# مشيرعة (حزم العدين)

تعديل مصدري - تعديل

مشيرعة محلة تابعة لقرية الطحان، التابعة لعزلة يريس بمديرية حزم العدين إحدى مديريات محافظة إب في الجمهورية اليمنية، بلغ تعداد سكانها 51 حسب تعداد اليمن لعام 2004.